# Vrgada
Vrgada je otok u Jadranskom moru, ispred naselja Drage.
Spominje ga Konstantin Porfirogenet već u srednjem vijeku, jer je bio od važnosti kao nadgledna točka jadranskog pomorskog puta. I danas postoje ruševine srednjovjekovne utvrde. Taj predio nosi lokalno ime Gradina i nalazi se na istoimenom brdu ponad samog mjesta. Otok je smješten između Draga na sjeveru, otoka Pašmana na sjeverozapadu, Kornata na jugozapadu i Murtera na jugoistoku.
Najviša točka na otoku je vrh Srabljinovac s visinom 115 m. i. J.
Manji dio površine otoka i danas se poljoprivredno obrađuje. Nekadašnje maslinike i vinograde danas prekriva borova šuma i makija. Preostalo stalno nastanjeno, većinom starije stanovništvo održava ekstenzivnu poljoprivredu. Ona se svodi na uzgoj ovaca, peradi, održavanje maslinika te uzgoj povrća za vlastite potrebe u predjelu zvanom Podvoda. Zanimljivost je da se i dalje uzgajaju neke starinske vrste povrća: čičvarda (Cicer arietinum), blitva (Beta vulgaris), lisnati kelj, jari grah itd. Otok obiluje biljnim vrstama koje nalazimo posvud u Sredozemlju i po tome se ne razlikuje od mnoštva otoka u ovome jedinstvenome krajoliku.
Na otoku raste i mnoštvo samoniklog jestivog (smucnja), ljekovitog (Origanum sp.) te zaštićenog bilja, npr. razne podvrste Ophrys sp. Stanovništvo se bavi ribarstvom, pomorstvom i, nekada, skupljanjem soli. Moderna vremena promijenila su i načine privređivanja, pa se dio stanovništva koje ostaje na otoku bavi turizmom.
Na Vrgadi se nalaze tri crkve. Današnja župna crkva sv. Trojice dovršena je 1687. g. Dimenzija je 21 x 7,50 m. Pored nje nalazi se zvonik visine 5 metara s 3 zvona. Jednobrodna starokršćanska crkvica sv. Andrije, pučki sv. Jadre, nalazi se u mjesnom groblju pokraj mora, na zapadnoj strani strmoga brda Gradine. Kapelica Gospe od Zdravlja nalazi se u palači knezova obitelji Damiani, koji su u 18. i 19. st. bili posjednici Vrgade. Na kamenu zidu imala je glagoljski natpis i u njoj vrijednu uljenu sliku Gospe s Djetetom u bizantskom stilu, obloženu srebrnim okvirom.
Radno sposobno stanovništvo većinom odlazi u susjedne gradove i događa se proces depopulacije i starenja stanovništva, svojstven svim sličnim mediteranskim prostorima. Ljudi se na otoke vraćaju kao umirovljenici ili sezonski, povremeno posjećuju rodbinu.

## Poznate osobe
- Blaž Jurišić, hrvatski jezikoslovac, dijalektolog, pisac prvog hrvatskog dijalektološkog rječnika.

## Vanjske poveznice
- O otoku Vrgada